# Jeff Stanton
Jeff Stanton (Coldwater, Michigan, 18 juni 1968) is een Amerikaans voormalig motorcrosser.

## Carrière
Stanton begon als privérijder met Yamaha, maar zijn grootste verwezenlijkingen behaalde hij met Honda. Hij behaalde verschillende titels in zowel de motor- als supercross en nam meermaals deel aan de Motorcross der Naties, die hij drie keer won. Stanton stopte met professioneel motorcrossen in 1994.

## Palmares
- 1989: AMA SX kampioen 250cc
- 1989: AMA National Outdoors kampioen 250cc
- 1989: Winnaar Motorcross der Naties
- 1990: AMA SX kampioen 250cc
- 1990: AMA National Outdoors kampioen 250cc
- 1990: Winnaar Motorcross der Naties
- 1991: Winnaar Motorcross der Naties
- 1992: AMA SX kampioen 250cc
- 1992: AMA National Outdoors kampioen 250cc